# Автономний регіон у Мусульманському Мінданао
Автономний регіон у Мусульманському Мінданао (філ.: Awtonomong Rehiyon sa Muslim Mindanao, араб.: الحكم الذاتي الاقليمي لمسلمي مندناو) — автономний адміністративний регіон на Філіппінах, розташований на острові Мінданао. Регіон складається з п'яти, переважно мусульманських, провінцій: Басілан, Південне Ланао, Магінданао, Сулу і Таві-Таві. Це єдиний регіон на Філіппінах, який має власний уряд.
Регіональним центром є місто Котабато. Загальна площа регіону — 12 536 км2.
Регіон складається з 2-х незалежних міст, 116 муніципалітетів та 2 490 барангаїв. Міста Ісабела і Котабато не перебувають під адміністративним підпорядкуванням уряду регіону. До 16 липня 2008 року в склад регіону входила провінція Шаріф-Кабунсуан.
Автономний регіон у Мусульманському Мінданао є найбіднішим регіоном Філіппін. Валовий внутрішній продукт регіону на 75 % нижче ніж середній по країні.
Ліквідований у 2019 році. Натомість було створено автономний регіон Бангсаморо.

## Історія
Для основної частини історії Філіппін, регіон і більша частина Мінданао була окремою територією, що дозволило йому розвивати власну культуру й ідентичність. Регіон є традиційною батьківщиною філіппінських мусульман починаючи з XV століття, навіть після прибуття іспанців, що почали колонізувати Філіппіни в 1565 році. Мусульманські місіонери прибули в Таві-Таві з Перської затоки в 1380 році й почали ісламізацію місцевого населення. У 1457 році був заснований Султанат Сулу, незадовго до створення султанатів Магінданао і Байан. У той час коли більша частина Філіппін була під владою Іспанії, ці султанати відстоювали свою незалежність, а також регулярно чинили опір іспанському домінуванню на Філіппінах нападаючи на іспанські прибережні міста на півночі й відбиваючі постійні вторгнення іспанців на свої території. Тільки наприкінці XIX століття Султанат Сулу формально визнав іспанський суверенітет над своєю територією. Але ці території майже не контролювалися Іспанією оскільки суверенітет обмежувався воєнними базами, гарнізонами і районами цивільних поселенців у нинішніх містах Замбоанга і Котабато. Після поразки в Іспансько-Американській війні контроль було втрачено остаточно.
У 1942 році, протягом ранніх стадій Тихоокеанської війни, війська Японських Імперської армії вторглися і заполонили Мінданао. Моро одразу почали збройне протистояння японцям. У 1945 році, завдали остаточної поразки японським військам на Мінданао спільними силами США, Філіппінських збройних сил і місцевих партизан.
Моро (філіппінські мусульмани) протягом 400 років чинили опір іспанській, американській та японській владі. Жорстоке збройне протистояння проти японців, філіппінців, іспанців та американців розглядається нинішніми мусульманськими лідерами моро, як частина 400-літнього «національно-визвольного руху» нації моро. Це призвело до сучасної війни за незалежність від Філіппін.